# Mezetulo
Mezetulo (latina: Mezetulus; fl. III secolo a.C.) è stato un politico numida, al tempo della Seconda guerra punica.

## Biografia
Dopo la morte di Esalce e l'ascesa al trono di Capussa, il numida Mezetulo si rivoltò contro il proprio re e lo sconfisse in battaglia, dove lo stesso Capussa trovò la morte. Mezetulo non salì direttamente sul trovo, ma vi pose Lacumace, figlio di Esalce e fratello di Capussa, che era solo un bambino. Mezetulo assunse la carica di reggente in nome del nuovo re.
Il ritorno di Massinissa dalla Spagna sconvolse i suoi piani: Mezetulo radunò un'armata per affrontare l'avversario, ma fu sconfitto e si rifugiò con Lacumace presso Siface, re dei Numidi Massesili.
Successivamente, ottenuto il perdono da Massinissa, fece ritorno presso la sua corte e riebbe tutte le sue proprietà .